# André-Paul Duchâteau
André-Paul Duchâteau (ur. 8 maja 1925 w Tournai, zm. 26 sierpnia 2020 w Uccle) – belgijski pisarz i dziennikarz, autor powieści kryminalnych, nowelista i scenarzysta komiksów. W latach 1976–1979 był redaktorem naczelnym magazynu komiksowego „Tintin”. W Polsce jest najbardziej znany jako autor komiksowego cyklu Yans, tworzonego we współpracy z polskimi rysownikami: Grzegorzem Rosińskim i Zbigniewem Kasprzakiem.

## Publikacje

### Yans
- Ostatnia wyspa (1983; I wydanie polskie 1988 pt. Przybysz z przyszłości, II wyd. pol. 2002)
- Więzień wieczności (1985; I wyd. pol. 1988, II wyd. pol. 2003)
- Mutanci z Xanai (1986; I wyd. pol. 1988, II wyd. pol. 2003)
- Gladiatorzy (1988; I wyd. pol. 1989, II wyd. pol. 2005)
- Prawo Ardelii (1990; I wyd. pol. 1990, II wyd. pol. 2006)
- Planeta czarów (1992; I wyd. pol. 1998 w czasopiśmie "Świat Komiksu", I wyd. albumowe 2004)
- Dzieci nieskończoności (1994; wyd. pol. 2001)
- Oblicze potwora (1996; wyd. pol. 2001)
- Księżna Ultis (1997; wyd. pol. 2001)
- Tęczowa plaga (1998; wyd. pol. 2002)
- Tajemnica czasu (1999; wyd. pol. 2002)
- Kraina otchłani (2000; wyd. pol. 2003)